# No & ich
No & ich ist ein 2007 erschienener Roman (im Original: No et moi) der französischen Soziologin Delphine de Vigan. Er schildert den Umgang eines hochbegabten dreizehn Jahre alten Mädchens mit einer gerade erwachsen gewordenen obdachlosen Frau.
Der Roman begründete die schriftstellerische Karriere de Vigans, wurde im Jahre 2010 verfilmt und in mehr als zwanzig Ländern veröffentlicht (Stand 2008). Auf Deutsch erschien der Roman in der Übersetzung durch Doris Heinemann 2008 bei Droemer in München.

## Zusammenfassung
Lou lebt in Paris und ist ein dreizehn Jahre altes, hochbegabtes Mädchen, das wegen seiner intellektuellen Reife bereits zwei Schuljahre überspringen konnte. Zu Beginn des Schuljahres wählt Lou als Vortragsthema das Schicksal von Obdachlosen in Paris.
Lou besucht gern den Gare d’Austerlitz, um Menschen zu beobachten. Dort wird sie von No, einer obdachlosen, achtzehn Jahre alten Frau, wegen einer Zigarette angesprochen. Später lädt Lou sie mehrfach zu Getränken ein, worauf No – mit richtigem Namen Nolwenn – aus ihrem Alltag erzählt: Ein stetiger Wechsel der Übernachtungsplätze, ein Versteckspiel mit Ladendetektiven, weil sie Supermärkte aufsucht, um sich im Winter aufzuwärmen, das stundenlange Anstehen bei Suppenküchen und Obdachlosenheimen. No ist zunächst verwirrt über den Kontakt mit Lou, aber Lou gelingt es, dank ihrer unkonventionellen Herangehensweise als Hochbegabte, No und die anderen Obdachlosen als Menschen wahrzunehmen. Daraufhin taucht aber No ab, bis sie eines Tages wieder bei Lous Schule erscheint.
Lou fragt daraufhin ihre Eltern, ob No bei ihnen einziehen könnte. Ihre Mutter stimmt sofort zu. Lous Mutter ist nach dem frühzeitigen Tod ihres zweiten Kindes schwer depressiv geworden, hat sich abgekapselt und gar nicht mehr am Familienleben teilgenommen. Die Mutter blüht auf, als No einzieht und als Gegenleistung im Haushalt mithilft.
No öffnet sich gegenüber ihrer neuen Familie. Sie erzählt von ihrer Vorgeschichte. Davon, dass ihre Mutter von vier Jugendlichen vergewaltigt wurde, und dass es ihr aus finanziellen Gründen nicht möglich war, in Großbritannien einen legalen Schwangerschaftsabbruch durchzuführen. So gebar sie No und war nie imstande, zu ihrer Tochter eine emotionale, liebevolle Beziehung aufzubauen. Sie zog zunächst mit einem Mann zusammen, der sich mit Freude um No kümmerte. Jedoch trennte sie sich von ihm und gab No in eine Pflegefamilie.
Nach anfänglichen Problemen findet No einen Job als Reinigungskraft und Aushilfs-Bardame in einem Hotel. Da sie die Hälfte des Lohnes schwarz bekommt, kann sie sich gegen die miserable Behandlung durch ihren Chef und die Überstunden nicht wehren. Sie beginnt, sich in Lous Wohnung abzukapseln, die Medikamente der Mutter zu stehlen und zu trinken. Daraufhin muss sie ausziehen.
No zieht dann zu Lous Freund, Lucas. Da er wegen schlechter Leistungen zwei Schuljahre wiederholen musste, ist er schon vier Jahre älter als Lou, aber im Gegensatz zu ihr versteht er zwischenmenschliche Dynamiken wesentlich besser. Aber auch ihm gelingt es nicht, das Abrutschen Nos in den übermäßigen Alkoholkonsum zu verhindern.
Zuletzt entscheidet sich No, mit ihrem verdienten Geld zu einem Freund namens Loïc nach Irland zu ziehen. Sie taucht ab, ohne jemals wieder ein Lebenszeichen von sich zu geben.

## Auszeichnungen
- 2008: Prix des Libraires
- 2009: Prix du Rotary international

## Verfilmung
No et moi wurde im Jahre 2010 von Zabou Breitman verfilmt, mit Breitman selbst in der Rolle von Lous Mutter. Nina Rodriguez spielte Lou und Julie-Marie Parmentier verkörperte die obdachlose No.

## Ausgaben
- No et moi. Lattès, Paris 2007, ISBN 978-2-7096-2861-7.
- No et moi. Französisch, mit Worterklärungen und einem Nachwort von Pia Keßler. Reclam, Stuttgart 2011, ISBN 978-3-15-019791-2.
- No & ich. Roman. Aus dem Französischen von Doris Heinemann. Droemer, München 2008, ISBN 978-3-426-19831-5.